# Ankara-Protokoll
Das Ankara-Protokoll ist das zweite Zusatzprotokoll von 2005 zum Assoziierungsabkommen zwischen der Türkei und der damaligen EWG, dem sogenannten Ankara-Abkommen von 1963.
Das Zusatzprotokoll war eine Bedingung der Europäischen Union (EU) für die Aufnahme von Beitrittsverhandlungen der Türkei mit der Europäischen Union. Es regelt die Ausdehnung der seit 1996 bestehenden Zollunion der EU mit der Türkei auf die zehn neuen Mitglieder, die der EU im Mai 2004 beigetreten sind, darunter auch die von der Türkei nicht anerkannte Republik Zypern. Völkerrechtlich ist die gesamte Insel EU-Mitglied, die Regierung der Republik Zypern kontrolliert jedoch nur den griechischen Südteil der Insel, nicht den seit 1974 türkisch besetzten Nordteil.
Das Protokoll wurde zwar am 29. Juli 2005 vom türkischen Ministerpräsident Recep Tayyip Erdoğan unterzeichnet, jedoch noch nicht vom Parlament ratifiziert; es ist daher noch nicht in Kraft getreten. Zudem hat die Türkei bei Unterzeichnung des Protokolls eine Erklärung abgegeben (Vorbehalt), wonach die Unterzeichnung keine völkerrechtliche Anerkennung Zyperns bedeute. Die EU hatte daraufhin am 22. September 2005 erklärt, diese türkische Erklärung habe keine rechtliche Verbindlichkeit.
Bislang weigert sich die Türkei, ihre See- und Flughäfen für Waren aus der Republik Zypern zu öffnen. Als Begründung gibt sie an, dass die EU ihrerseits – entgegen 2004 gemachter Versprechungen – die international nur von Bangladesch und der Türkei anerkannte Türkische Republik Nordzypern durch ihr Handelsembargo isoliere. Die Ratifizierung würde zudem de facto eine Anerkennung der Republik Zypern durch die Türkei bedeuten.
Die EU hat seit September mehrfach eine Aussetzung der Beitrittsverhandlungen in Aussicht gestellt, falls das Ankara-Protokoll nicht fristgerecht zum Jahresende 2006 ratifiziert wird. Auf dem EU-Gipfel im Dezember 2006 beschloss der Europäische Rat die einstweilige Suspendierung von acht Verhandlungskapiteln. Nach Presseberichten gab es seitens der damaligen finnischen EU-Ratspräsidentschaft den Vorschlag, im Rahmen einer mehrschrittigen Paketlösung als ersten Schritt einen Seehafen und einen Flughafen im türkischen Inselteil für den internationalen Handel zu öffnen, um der türkischen Regierung die innenpolitische Durchsetzung einer Ratifizierung zu erleichtern. Kritiker dieser Lösung befürchten, dass damit de facto Nordzypern anerkannt würde.
Die Republik Zypern hat bereits ein Veto angedroht, falls die Türkei im Gegenzug nicht alle Häfen, sondern ebenfalls nur einen Hafen in Nordzypern für Waren aus der Republik Zypern öffnet. De facto können die Beitrittsverhandlungen von jedem einzelnen der 28 EU-Staaten durch ein solches Veto blockiert werden.
Trotz des Suspendierungs-Beschlusses des Europäischen Rates vom Dezember 2006 hat die Türkei das Zusatzprotokoll bisher nicht umgesetzt.

## Weblink
- Zusatzprotokoll zum EWG-Türkei Assoziierungsabkommen 1963 aufgrund der Erweiterung der Europäischen Union (PDF) (PDF) Amtsblatt der Europäischen Union L 254/59, 30. September 2005